# Bota de cano longo

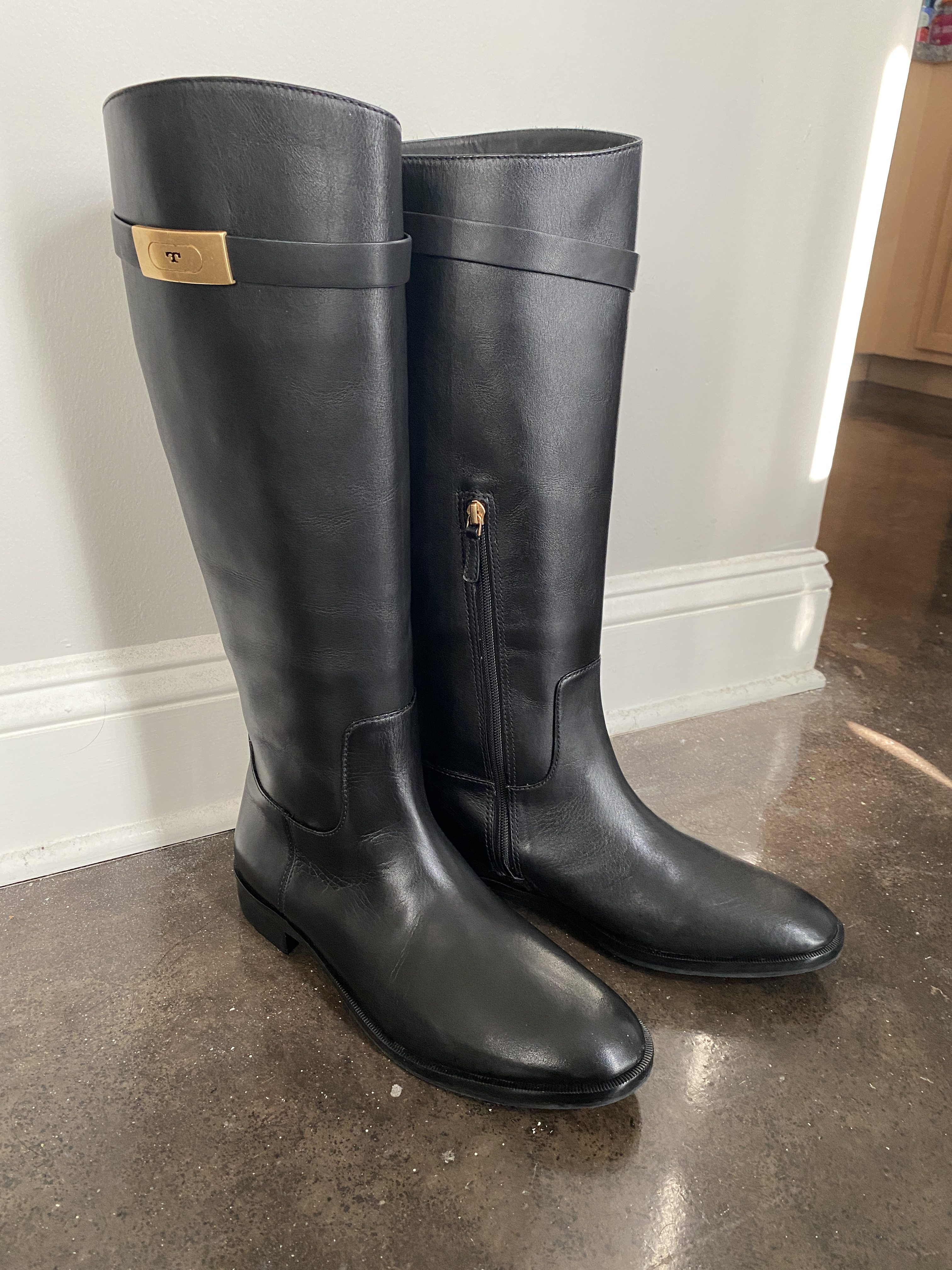
Um par de botas de cano longo da Tory Burch LLC.

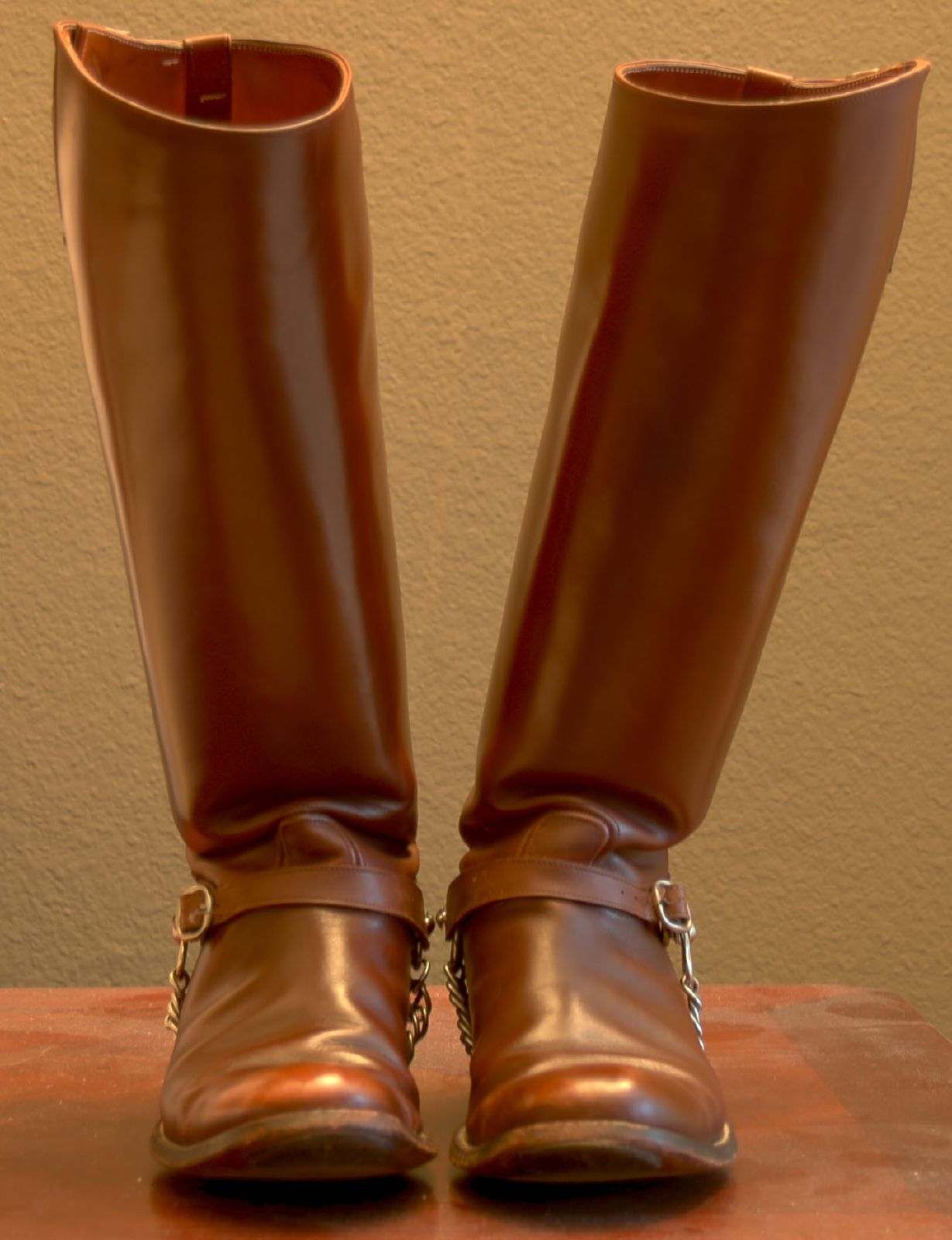
"Botas sênior" usadas pelos cadetes sêniores na Universidade A&M do Texas.

Botas de cano longo são botas que se elevam até o joelho, ou ligeiramente abaixo ou acima. Elas são geralmente mais apertadas em torno do eixo da perna e do tornozelo do que no topo. Originalmente em couro, versões em borracha sintética (PVC, neoprene, etc.), são utilizadas por pescadores, leiteiros, caçadores de patos, etc., para proteger os pés da água, lama, estrume, etc., e para proporcionar tração em superfícies escorregadias. A maioria desliza, mas existem variedades com fivelas ou zíperes, e aqueles que atam acima. Podem ou não ter salto alto ou plataformas.
Botas de cano alto são usadas no moda pelo menos desde a década de 1950. Certos tipos também podem ser conhecidos como muckers ou botas de pesca. As botas de cano longo são uma tendência no inverno.
Nas unidades de oficiais da reserva (ROTC) universitárias americanas, alguns membros usam uma bota social que lembra uma bota de cavalaria montada, como as botas usadas pelos veteranos do Corpo de Cadetes da Universidade A&M do Texas. As botas de couro podem ser decoradas com esporas ou borlas, ou serem relativamente simples e sem adornos. As botas são feitas sob medida por um sapateiro, que pega um molde das pernas do usuário pretendido para criar uma forma para o processo de fabricação das botas. O par exclusivo de botas é então cuidadosamente costurado nas solas. Essas botas podem ser extremamente difíceis de remover, exigindo o uso de talco para lubrificação, ou colegas cadetes para puxá-las manualmente ou ainda puxadores de botas elaborados.